# Lily Evans
Lily Evans Potter (1960. január 30. – 1981. október 31.) kitalált szereplő J.K. Rowling nagy sikerű Harry Potter-regénysorozatában. Mugli-születésű boszorkány volt, a családjában ő volt az egyetlen, aki varázsképességgel bírt.   
A Harry Potter és a bölcsek köve c. kötetből megtudjuk, hogy Lily az életét áldozta fiáért, Harry Potterért, így a fiút egész életében édesanyja önfeláldozó szeretete védelmezi. Habár Harry nagynénje és nagybátyja éveken keresztül azt hazudták unokaöccsüknek, hogy Lily autóbalesetben hunyt el, valójában a rettegett Voldemort nagyúr ölte meg. 
Lilyt Geraldine Somerville alakítja a filmekben.

## Élete

### Gyerekkor
|  | Alább a cselekmény részletei következnek! |

Lily Evans 1960-ban született Angliában. Szüleivel és húgával Fonó sor közelében laktak. Lily mugli-születésű volt, ennek ellenére már 11 éves kora előtt megmutatkoztak rajta a boszorkányság első jelei. Ekkor azonban még nem tudta, hogy ő valójában boszorkány, így magyarázatot sem talált különös viselkedésére. Lily nővére, Petunia ijesztőnek találta húga képességét, és többször figyelmeztette rá, hogy hagyja abba a "varázslást". Lily elmondása szerint önkéntelenül cselekedett, és nem szándékosan tette ezeket a különös dolgokat.
Perselus Piton titokban leskelődött Lily és a nővére után, amikor azok a játszótéren játszottak. Egy napon végre leleplezte magát és elárulta Lilynek, hogy azért csinál ilyen furcsa dolgokat, mert ő valójában boszorkány. A kislány először sértésnek veszi ezt a kijelentést, mivel mugliivadék révén semmit sem tud a varázsvilágról. Idővel azonban összebarátkozik a különc Pitonnal, aki sokat mesél neki a Roxfortról, a dementorokról és a varázslók világának egyéb izgalmas dolgairól. 
11 éves korukban aztán mindketten megkapják a régen várt levelet a Roxfort Boszorkány- és a Varázslóképző Szakiskolából. Piton azonban felfigyel egy olyan levélre is, amit Petúniának címeztek, és kíváncsiságból fel is bontja. Kiderül, hogy Petunia levelet küldött Dumbledore-nak, amelyben azt kéri, hogy őt is vegyék fel az iskolába. Miután kiderül, hogy a két gyerek elolvasta a levelét, Petunia rettenetesen megharagszik a húgára, és dühében gyogyósnak nevezi őt is és Pitont is. Ez a dolog egyáltalán nem érintette érzékenyen a fiút, hiszen őt csak az érdekelte, hogy Lily és ő együtt elutaznak a Roxfortba.

### Roxforti évek
Piton titkon remélte, hogy a lányt és őt a Mardekár-házba osztják be, ám csalódnia kellett: Lily a Griffendélbe került. Ezután sokkal hűvösebb volt a lánnyal, noha ennek ellenére is barátok maradtak. Lily barátai azonban nem igazán értették, hogy a lány miért barátkozik a különc Perselusszal, akit köztudottan vonz a feketemágia. Ez utóbbit a lány sem nézte jó szemmel, és nemtetszésének hangot is adott. Piton mindig azzal vágott vissza, hogy James Potter is mindenkit megátkoz szórakozásból, ám ez egyáltalán nem volt mentség Lily szemében. Ám nemcsak ez volt, amin gyakran vitatkoztak. Piton rettenetesen féltékeny volt Jamesre, az iskola egyik „sztárjára” is.
Lily azonban nem volt túl nagy véleménnyel James Potterről, legalábbis kezdetben. Beképzeltnek és magamutogatónak tartotta a fiút, és ahogy ő fogalmazott, James olyan felfuvalkodott, hogy seprű nélkül is tudott volna repülni. Amikor pedig a fiú randevút kért tőle, Lily azt mondta neki, hogy előbb randevúzna egy óriás tintahallal, mint vele. Lilyt borzasztóan dühítette az is, ahogy James Perselus Pitonnal bánt, és nemtetszésének hangot is adott. Amikor Piton sárvérűnek nevezi Lilyt, James arra akarja kényszeríteni Pitont, hogy kérjen bocsánatot a lánytól. A lányt azonban ez nem hatja meg, sőt, azt vágja a fiú fejéhez, hogy ő se különb. A fiú azonban biztosította a Lilyt, hogy ő sosem nevezné sárvérűnek a lányt. 
Piton elhamarkodott és dühből tett kijelentése örökre rányomta a bélyegét Lilyvel való barátságukra. Próbálta jóvá tenni a dolgot, a lány azonban nem bocsátott meg neki, hiszen nagyon jól tudta, hogy a fiú minden muglit mélyen megvet, és miért pont ő lenne a kivétel. A két kamasz barátságában ekkor olyan törés következett be, amit többé már nem lehetett helyrehozni.
Ahogy telt az idő, James kinőtte a rossz tulajdonságait; hetedikes korára benőtt a feje lágya. Lily és James végzős korukban kezdtek randevúzni egymással.

### A Roxfort után
1978 táján titokban, kevés ember jelenlétében összeházasodtak. James aurorként dolgozott, és Lilyvel mindketten a Főnix Rendje tagjai voltak.
Nemsokára megszületett a kis Harry, aki külsejét édesapjától, míg szemeit Lilytől örökölte. A fiú keresztapjának James legjobb barátját, Sirius Blacket kérték fel, és mellesleg őt jelölték ki Harry gyámszülőjének is, arra az esetre, ha történne velük valami. 
A Voldemort oldalán harcoló Piton kihallgatta Trewalney jóslatát, amit hűséges szolga lévén elmondott a Sötét Nagyúrnak. A feketemágus úgy gondolta, hogy a jóslatban szereplő fiú nem más, mint Lily Evans fia, Harry. Piton pánikba esett, amikor a Sötét Nagyúr eltervezte, hogy megöli a Potter családot, és kétségbeesetten könyörgött neki, hogy kímélje meg Lily életét. Voldemort azonban hajthatatlan volt.
Mivel Lily és James megtudták, hogy a rettegett feketemágus az életükre akart törni, Godric’s Hollow-ban rejtőztek el, titokgazdának pedig James régi barátját, Peter Pettigrew-t tették meg. Lily és férje nehezen viselték a bezártságot, és azt, hogy társaikat sorra gyilkolják meg a halálfalók. A saját érdekükben azonban ki sem mozdulhattak a rejtekhelyükről. Az egyetlen társaságuk Bathilda Bircsók, az öreg boszorkány volt, aki igen különös dolgokat mesélt Dumbledore-ról. Lily nem tudta, hogy elhiggye-e ezeket vagy sem, bár az is megfordult a fejében, hogy Bathilda nem teljesen beszámítható.

### Halála

Lily Evans halála

A gyenge és gyáva Pettigrew azonban elárulta Potterék rejtekhelyét. Voldemort elindult a rejtekhelyül szolgáló faluba, és késő este tört rá a Potter családra. Míg Lily Harryvel a karján az emeletre menekült, James ott maradt, hogy feltartóztassa Voldemortot. Mivel azonban nem volt nála pálca, a könyörtelen varázsló kimondta rá a halálos átkot. 
Voldemort ezután Lilyt és a kis Harryt akarta megtámadni, akiknek nem volt elegendő idejük arra, hogy megszökjenek a házból. Lily azonban az útjába állt, és könyörgött neki, hogy ne bántsa a fiát. Voldemort kegyelmet ajánlott a nőnek, amennyiben az hagyja, hogy végezzen a kis Harry-vel. Lily ezt természetesen megtagadta. Mikor Voldemort Harryre akarta küldeni a halálos átkot, a nő a kicsi elé vetette magát, és bár ő meghalt, Harryről visszapattant az átok, és egy árulkodó sebhelyen kívül semmi kárt nem okozott neki a varázsló.
Piton rettenetesen szenvedett attól, hogy élete egyetlen szerelme immár halott. Felelősnek érezte magát a történtekért. Dumbledore szerint, csak azzal vezekelhetett valamelyest a hibájáért, hogy megóvja a veszélytől az árván maradt Harry Pottert és hűséget fogad Dumbledore-nak. A férfi először hallani sem akart a dologról, egyrészt azért, mert nem akart törődni James Potter gyerekével, másrészt azért, mert úgy vélte, hogy Voldemort már nem jelenthet veszélyt a fiúra. Dumbledore azonban azon az állásponton volt, hogy a Sötét Nagyúr egy napon majd visszatér, és akkor a kis Harry nagy veszélyben lesz. Piton végül belemegy a dologba, azzal a feltétellel, hogy az idős varázsló senkinek nem beszél erről a tettéről.
Lily és James holttestét Godric's Hollowban temették el. A Harry Potter és a Halál ereklyéi c. kötetben Harry megtalálja szülei sírját, amelyen ez a felirat szerepel: "Utolsó ellenségként a halál semmisül meg."

### Halála után
Habár Harry egyáltalán nem emlékezett az édesanyjára, többször is látta őt.  
Először Edevis tükrében pillantja meg édesanyja arcát. Kezdetben azt gondolja, hogy ez nemcsak holmi képzelődés, de Dumbledore felvilágosítja, hogy azért látja a családját a tükörben, mert az minden vágya, hogy velük legyen.
Másodszor Lily alakja és hangja akkor rémlik fel Harry-nek, amikor harmadikos korában a dementorokkal találkozik. Először csak azt tudja kivenni, hogy egy nő sikít, később azonban a dementorok által többet is hall Lily és Voldemort szóváltásából, mielőtt a feketemágus megölte édesanyját. 

Priori Incantatem

Negyedikes korában szellemként látja Lilyt, amikor az ő és Voldemort pálcája összekapcsolódnak (Priori Incantatem). Harry ekkor Voldemort áldozatainak szellemét látja előtörni a pálcából, köztük az apját, majd legvégül Lilyt. Szülei arra biztatják őt, hogy meneküljön, addig ők megpróbálják feltartóztatni Voldemort-ot. 
Negyedszer Piton emlékei között pillantja meg Lilyt. Anyja itt pontosan annyi idős volt, mint ő. Lily nem tűrte az igazságtalanságot, azt hogy mások a náluk gyengébbet piszkálják és megalázzák. Keményen felemelte a szavát, amikor James fellógatta a levegőbe Pitont. Amikor James megjegyezte Pitonnak, hogy örülhet, hogy Lily a védelmére kelt, Piton akkor először és utoljára mocskos sárvérűnek nevezte Lilyt.
A Harry Potter és a Halál ereklyéi c. kötetben Harry három alkalommal is látja Lilyt. Először Voldemort szemével látja azt az éjszakát, amikor a feketemágus megölte a szüleit, illetve amikor el akarta pusztítani őt. Ekkor az idáig csak emlékfoszlányokból és elbeszélésekből ismert éjszaka részletei összeállnak egy egésszé. Második alkalommal Piton átadott emlékeiben látja édesanyját gyerekként. Harmadszorra a Feltámadás kövének köszönhetően látja őt szellemként. Amikor Harry elindult a Tiltott Rengetegbe, hogy szembe nézzen Voldemorttal és a halállal, a számára oly kedves emberek, köztük a szülei is, szellem alakban megjelentek a fiú előtt a Feltámadás kövének segítségével. Harry arra kérte Lilyt és James-t, hogy maradjanak mellette.
Az Epilógusból megtudjuk, hogy Harry édesanyja után nevezte el egyetlen lányát, Lily Lunát, és hogy Albus Perselus örökölte Lily szemeit. 

## Jellemzői

### Külső megjelenés
Lilyt karcsú és csinos lánynak mutatja be Rowling. Vállig érő sötétvörös haja és zöld, mandulavágású szeme volt. Ez utóbbit örökölte tőle fia, Harry Potter. Egy 1999-es interjúban Rowling azt nyilatkozta, hogy "Harry édesanyja szemeit örökölte, és ez fontos szerepet kap majd az egyik későbbi könyvben."  Ez a könyv pedig nem más, mint a Harry Potter és a Halál ereklyéi. Ebben a kötetben a haldokló Piton utolsó kívánsága az, hogy Harry nézzen a szemébe, hiszen nagyon jól tudta, hogy a fiú élete nagy szerelmének szemét örökölte. Szintén ebből a regényből tudhatjuk meg azt is, hogy Harry gyerekei közül egyedül Albus Perselus örökölte Lily szemeit.

### Személyiség és mágikus képességek
Lily okos, bátor és nagyon bájos teremtés volt. Mindig mindenkiben meglátta szépet és a jót, még akkor is, ha az illető nem talált magában se szépet, se jót. Nem tűrte az igazságtalanságot, és azt, hogy a gyengébbeket bántsák; rendszeresen megvédte barátját, Perselus Pitont, amikor James és barátai piszkálták. 
Diákkorában tagja lett a Lumpsluck professzor által alapított Lump klubnak, ahová a tanár úr azokat a diákokat hívta meg, akiknek igen ígéretes jövőt jósolt. Az idős professzor mindig mondta neki, hogy Lilynek a Mardekárban lenne a helye, ám a lány erre mindig szemtelenül válaszolt. Az idős professzor elmondása szerint először azt gondolta, hogy a lány aranyvérű, mert kiemelkedően tehetséges volt, és különleges érzéke volt a bájitalok elkészítéséhez. Bár helytelen, ha egy tanár valamely diákot favorizálja, Lily egyike volt kedvenc diákjainak. 
Lily nemcsak tehetséges volt, de jól és szorgalmasan tanult, így nem csoda, hogy végzős korában iskolaelső lett belőle, és hogy később auror válhatott belőle (aurornak csak a legjobbak mehetnek). Lily elég erős és képzett boszorkány volt ahhoz, hogy patrónust idézzen meg. A Harry Potter és a Halál ereklyéi c. kötetből megtudjuk, hogy Lily patrónusa egy őz.
Lily mindig is gyűlölte a fekete mágiát, ezért is tette fel az életét a feketemágusok kézre kerítésére, és Voldemort hatalmának megdöntésére. Gyerekkori barátja, Perselus Piton azonban egyre nagyobb érdeklődést mutatott a fekete mágia iránt, amit Lily nem tolerált túl sokáig, és – többek között – ezért  később teljesen elhidegült tőle.
Lily – férjéhez hasonlóan – bármit megtett volna a családjáért. Mikor Voldemort Harryre akarta küldeni a halálos átkot, a nő a kicsi elé vetette magát, és bár ő meghalt, Harryről visszapattant az átok, és egy árulkodó sebhelyen kívül semmi kárt nem okozott neki a varázsló. Különleges védelemmel ruházta fel a fiút, amely ott lakozik a testében. Ez a védelem pedig nem más, mint a szeretet, amelynek erejét Voldemort sohasem tudta felfogni.

## Feltűnései a könyvekben és a filmekben
- Harry Potter és a bölcsek köve (szellemként jelenik meg)
- Harry Potter és a bölcsek köve (film) (szellemként jelenik meg)
- Harry Potter és a Titkok Kamrája (csak megemlítik)
- Harry Potter és a Titkok Kamrája (film) (csak megemlítik)
- Harry Potter és az azkabani fogoly (emlékekben jelenik meg)
- Harry Potter és az azkabani fogoly (film) (látomásban jelenik meg)
- Harry Potter és a Tűz Serlege (emlékekben és szellemként jelenik meg)
- Harry Potter és a Tűz Serlege (film)  (szellemként jelenik meg)
- Harry Potter és a Főnix Rendje (emlékben jelenik meg)
- Harry Potter és a Félvér Herceg (csak megemlítik)
- Harry Potter és a Halál ereklyéi (emlékekben, látomásban, illetve szellemként jelenik meg)

## Külső hivatkozások
- Harry Potter Lexikon
- Harry Potter wiki